# Callicebus barbarabrownae
Il callicebo di Barbara Brown o callicebo dorato (Callicebus barbarabrownae Hershkovitz, 1990) è un primate platirrino della famiglia dei Pitecidi.
Veniva in passato considerato una sottospecie di Callicebus personatus (Callicebus personatus barbarabrownae): attualmente, tuttavia, la maggior parte degli studiosi è d'accordo nel classificare questi animali come specie a sé stante, nell'ambito del concetto di specie ecologica piuttosto che biologica applicato al genere Callicebus.
La specie è endemica della parte settentrionale dello stato brasiliano di Bahia.
Si tratta di animali diurni ed arboricoli, che vivono in gruppetti familiari formati da una coppia riproduttrice coi propri cuccioli di differenti parti. Sono animali territoriali, che difendono il proprio territorio da eventuali intrusi attraverso una serie articolata di vocalizzazioni, ma alla bisogna ingaggiano combattimenti rituali con gli invasori, raramente arrivando a zuffe vere e proprie con conseguenze serie.
Si nutrono di frutta ed insetti, prediligendo i frutti piccoli e ben maturi e le cavallette.
La femmina partorisce una volta l'anno, dando alla luce un unico cucciolo che viene accudito principalmente dal padre e lasciato alla madre solo per la poppata: i cuccioli tendono a restare coi genitori anche dopo il raggiungimento dell'autosufficienza, essendo soliti lasciare il gruppo dopo aver raggiunto la maturità sessuale, attorno al terzo anno di vita.

## Status e conservazione
Questa specie si trova in una regione con diffusa deforestazione e frammentazione dell'habitat. L'allevamento di bestiame, l'agricoltura e la continua urbanizzazione sono le principali minacce. La sua popolazione  è inferiore a 1.000 individui e si stima che il numero di individui maturi sia inferiore a 250. C. barbarabrownae  has been listed among the World’s 25 Most Endangered Primates in 2012.